# ユーライア・グラント
ユーライア・グラント（Uriah Grant、1961年1月20日 - ）は、ジャマイカのプロボクサー。セント・アンドリュー教区出身。元IBF世界クルーザー級王者。

## 来歴
- 1984年6月22日、プロデビューを果たし2回KO勝ち。
- 1986年12月19日、マヌエル・ムニーリョと対戦し6回32秒TKO勝ち。
- 1986年2月21日、元世界ボクシング評議会 (WBC)世界ライトヘビー級王者マシュー・サード・ムハマドと対戦し10回判定勝ちを収めた。
- 1987年4月19日、全米カリフォルニア州ライトヘビー級王者ラムジー・ハッサンの持つ王座に挑戦したが12回0-3（108-117、111-118、106-120）の判定負け。
- 1987年10月23日、全米フロリダ州ライトヘビー級王者エリック・ホーリーの持つ王座に挑戦し、5回39秒TKO勝ちで王座獲得に成功した。
- 1989年5月18日、USBA全米ライトヘビー級王者マイク・セディーノと対戦し12回0-3（111-116、112-115、113-114）の判定負けで王座獲得に失敗した。
- 1989年9月15日、マヌエル・ムニーリョとIBFインターコンチネンタルライトヘビー級王座決定戦を行い8回2分13秒TKO勝ちで王座獲得に成功した。
- 1991年2月10日、トランプ・キャスタルで元IBF世界ミドル級王者フランク・テートと対戦し12回0-3（110-118,、109-119、112-117）の判定負けで初防衛に失敗し王座から陥落した。
- 1993年2月28日、トランプ・キャステルでIBF世界クルーザー級王者アルフレッド・コールと対戦するが12回0-3（110-118、2者が111-117）の判定負けで王座獲得に失敗した。
- 1996年4月6日、FECARBOXクルーザー級王者レイナルド・ラミレスと対戦し初回1分39秒TKO勝ちで王座獲得に成功した。
- 1997年6月21日、タンパのサンドームでIBF世界クルーザー級王者アドルフォ・ワシントンと対戦し12回2-0（2者が116-112、114-114）の判定勝ちで王座獲得に成功した。
- 1997年11月8日、ラスベガスのトーマス&マック・センターでイマム・メイフィールドと対戦するが12回0-3（112-115、110-117、111-116）の判定負けで初防衛に失敗した。
- 1998年2月21日、サウル・モンタナとNABA北米クルーザー級王座決定戦を行ったが12回46秒TKO負けで王座獲得に失敗した。
- 2000年4月8日、IBO世界クルーザー級王者トーマス・ハーンズと対戦し2回終了時棄権で王座獲得に成功した。
- 2001年2月3日、カール・トンプソンと対戦し5回2分20秒TKO負けで王座の初防衛に失敗した。
- 2002年11月9日、USBO(全米ボクシング機構)全米クルーザー級王者エメレスト・マーティンと対戦し9回0-3（2者が82-89、81-89）の判定負けで王座獲得に失敗した。
- 2003年11月15日、エメレスト・マーティンとIBU世界クルーザー級王座決定戦を行い8回1分10秒TKO負けで王座獲得に失敗した。
- 2004年1月17日、エリッサー・カスティーヨと対戦し初回KO負けを最後に現役を引退した。

## 獲得タイトル
- 全米フロリダ州ライトヘビー級王座
- IBFインターコンチネンタルライトヘビー級王座
- FECARBOXクルーザー級王座
- 第10代IBF世界クルーザー級王座（防衛0）
- IBO世界クルーザー級王座（防衛0）